# How Do You Do It
 How Do You Do It  (englisch für: Wie machst Du das) ist ein Lied der britischen Band Gerry & the Pacemakers, das 1963 als Single veröffentlicht wurde.
Die Beatles nahmen das Lied vor Gerry and the Pacemakers auf, veröffentlichten es aber erst 1995 auf ihrem Kompilationsalbum Anthology 1. Komponiert wurde es von Mitch Murray.

## Hintergrund
Mitch Murray komponierte das Lied How Do You Do It und nahm eine eigene Version des Liedes auf und ließ anschließend eine Acetat-Pressung vornehmen, die er Ron Richards, einem Assistenten von George Martin, übergab. Richards gefiel das Lied, und er spielte es Dick James, einem Musikverleger, vor, der es umgehend in seinen Musikverlag aufnahm. Als George Martin für die Beatles das passende Lied für ihre Debütsingle suchte, spielte Ron Richards ihm How Do You Do It vor. Martin glaubte, dass das Lied für die Beatles optimal sei und schickte eine Acetatkopie nach Liverpool zu den Beatles, damit sie ihre Aufnahmeparts lernen konnten. Die Beatles selbst waren von How Do You Do It nicht überzeugt, da sie lieber ihre Eigenkompositionen aufnehmen wollten, und sagten dies George Martin während der Aufnahmesessions, doch dieser bestand auf das Lied. Die Beatles nahmen es mit ihrem neuen Arrangement auf, mit dem George Martin einverstanden war. In derselben Woche hörte sich Mitch Murray die Beatles-Version an, am 12. September 1962 wurde ihm dann mitgeteilt, dass die Beatles nicht How Do You Do It veröffentlichen würden. Die Beatles konnten George Martin überzeugen, dass er sich für Love Me Do als A-Seite entschied, so dass ihre Debütsingle Love Me Do / P.S. I Love You wurde.
Gerry and the Pacemakers kamen wie die Beatles aus Liverpool und hatten mit Brian Epstein denselben Manager. Durch diese Verbindung konnten Gerry and the Pacemakers How Do You Do It mit dem Arrangement der Beatles erneut einspielen und veröffentlichten es statt den Beatles als ihre Debütsingle und erreichten noch vor den Beatles die Nummer-eins-Position der britischen Charts. From Me to You, die dritte Beatles-Single, verdrängte dann How Do You Do It vom ersten Platz der Charts.

## Aufnahme der Beatles

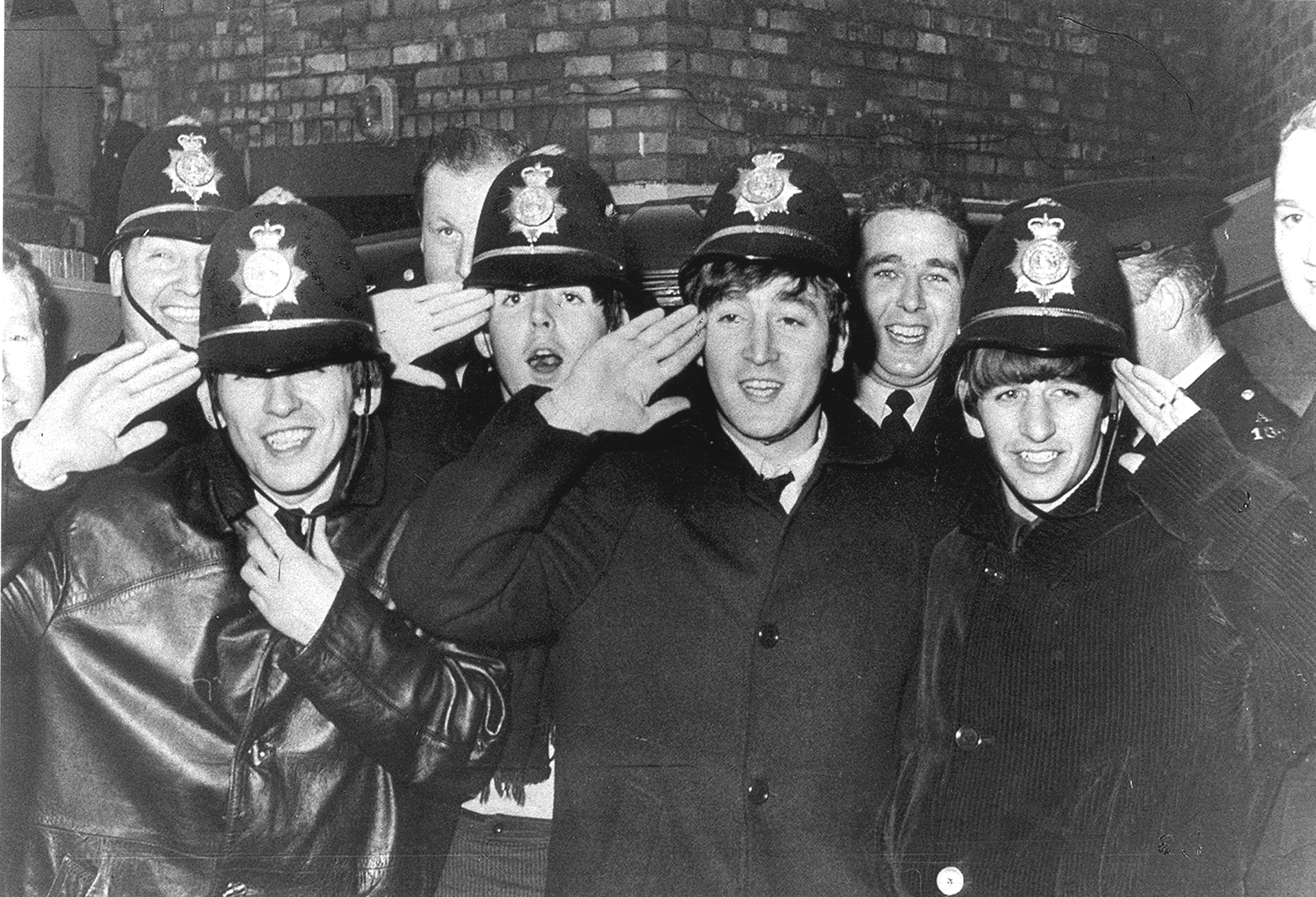
Die Beatles vor dem Birmingham Hippodrome, 1963

How Do You Do It wurde am 4. September 1962 in den Londoner Abbey Road Studios (Studio 2) mit dem Produzenten George Martin aufgenommen. Norman Smith war der Toningenieur der Aufnahmen. Die Band nahm mindestens zwei Takes auf, wobei auch der zweite Take für die finale Version verwendet wurde. Es ist nicht dokumentiert, wie viele Takes insgesamt eingespielt wurden.
Neben How Do You Do It wurden am 4. September 1962 noch 15 Takes von Love Me Do eingespielt, die gesamte Aufnahme der beiden Lieder erfolgte zwischen 18 und 20 Uhr, wobei Love Me Do als zweites Lied aufgenommen wurde.
Die Abmischung von How Do You Do It erfolgte noch am 4. September 1962 in Mono.
Besetzung:
- John Lennon: Rhythmusgitarre, Gesang
- Paul McCartney: Bass, Gesang
- George Harrison: Leadgitarre, Hintergrundgesang
- Ringo Starr: Schlagzeug

## Aufnahme von Gerry and the Pacemakers

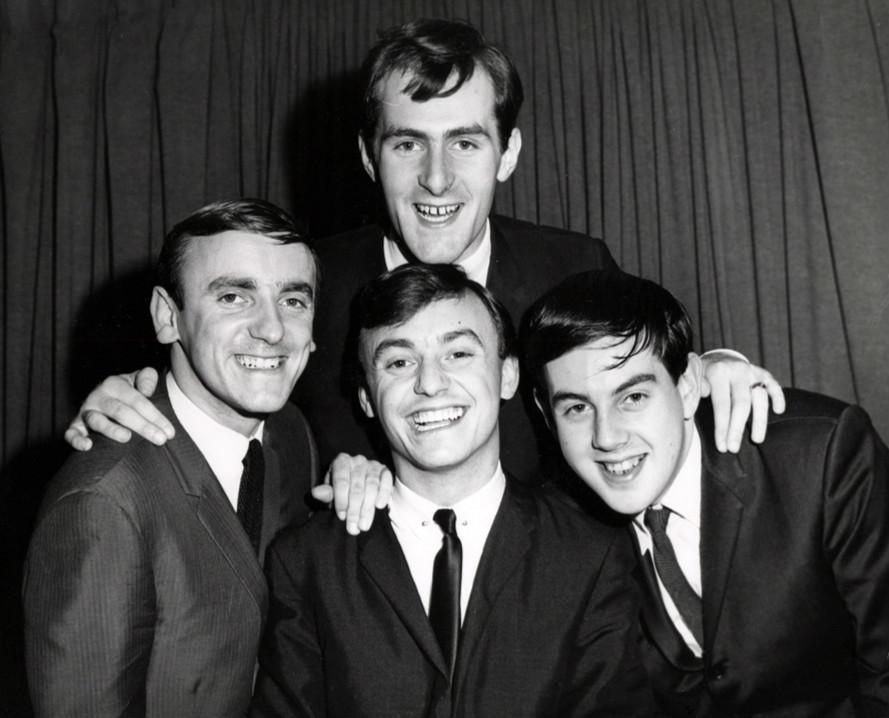
Gerry & the Pacemakers, 1964

How Do You Do It wurde von Gerry and the Pacemakers am 22. Januar 1963 in den Londoner Abbey Road Studios mit dem Produzenten George Martin aufgenommen.
Besetzung (1963):
- Gerry Marsden: Leadgitarre, Gesang
- Les Chadwick: Bass
- Les Maguire: Keyboard
- Freddie Marsden: Schlagzeug

## Veröffentlichung
Gerry and the Pacemakers: How Do You Do It wurde die erste Single der Gruppe und ihr erster Nummer-eins-Hit in Großbritannien.
The Beatles: Am 21. November 1995 wurde How Do You Do It auf dem Kompilationsalbum Anthology 1 veröffentlicht.